# Christa Ludwig
Christa Ludwig (Berlin, 1928. március 16. – Klosterneuburg, 2021. április 24.) német opera- és hangverseny-énekesnő (mezzoszoprán).

## Élete
Zenészcsaládban született, apja, Anton Ludwig (1888–1957) énekes, több operaházban intendáns (Aachen, Hanau, Gießen), anyja, Eugénie Besalla-Ludwig (1899–1993) kontraalt énekes volt, lánya egyetlen énektanára, akinek hatása nyomon követhető Christa vokális fejlődésére egész pályafutása során.
17 éves korában Gießenben volt első nyilvános fellépése. Egy évvel később felvették a Frankfurti Operába, ahol mint Orlovsky herceg debütált A denevérben. 1952-ig maradt Frankfurt am Mainban. Ezt követte az állami színház Darmstadtban (1952–1954), majd Hannoverben (1954–1955). Az évek során Frankfurtban, Darmstadtban rendszeresen részt vett a Donaueschingen kortárszenei napokon, Luigi Dallapiccola, Pierre Boulez és Luigi Nono közreműködésével.
1955-ben Karl Böhm szerződtette a Bécsi állami Operaházba, ahol ő volt az egyik legfontosabb énekes, 1962-ben kamaraénekessé nevezték ki. Majdnem 40 évig tagja volt a társulatnak. Ezalatt 769 előadáson 42 különböző szerepet játszott el. Szintén 1955-ben debütált a Salzburgi Ünnepi Játékokon, ahol 1993-ig énekelt (utoljára augusztus 9-i dalestjén). Az 1960-as években énekelt a Bayreuthi Ünnepi Játékokon (Brangäne, Kundry), valamint a Milánói Scalában (Maria Callas), majd a londoni Covent Gardenben.
Európán kívül is nagy sikere volt. Miután fellépett a Lyric Operában (Chicago) Rudolf Bing meghívta a New York-i Metbe, ahol 1959-ben Cherubino szerepében a (Figaro házasságában) debütált. 1993-ig ott énekelt nagyobb szerepeket, mint például Leonora (Fidelio), Dido (A trójaiak), Ortrud, Kundry, Tábornagyné, Waltraute, Fricka közreműködésével. Repertoárja tartalmazza még az alábbi szerepeket: Eboli (Don Carlos), Amnerisz (Aida), Lady Macbeth (Macbeth), Carmen, Brangäne (Trisztán és Izolda), Vénusz (Tannhäuser), Octavianus (A rózsalovag), zeneszerző (Ariadné Naxos szigetén), Kelmefestőné (Az árnyéknélküli asszony), Klütaimnésztra (Elektra), Marie (Wozzeck), Judit (A kékszakállú herceg vára).
Amellett, hogy operákban szerepelt, a világ minden táján fellépett mint kórusok és zenekari koncertek szólistája. Kedvenc dalszerzői Schubert, Schumann, Brahms, Wolf, Mahler, Pfitzner, Richard Strauss. Zongorakísérői a fenti előadásokon, valamint a felvételeken, többek között Sebastian Peschko, Erik Werba, Gerald Moore, Geoffrey Parsons, Irwin Gage, Charles Spencer voltak. Az egyes projekteken az alábbi zenészek mint zongorakísérői szerepeltek: Daniel Barenboim, Tzimon Barto, Leonard Bernstein és James Levine.
Fricka szerepében (A walkür) volt 1993-ban az utolsó megjelenése a Metropolitan Opera színpadán. 1993–94-ben búcsúturnéján dalprogramjával, míg 1994. december 14-én, közel ötvenéves színpadi karrierjét lezárandó a Bécsi Állami Operában Klütaimnésztra szerepében búcsúzott közönségétől.
Pályája során főbb karmesterei Karl Böhm, Herbert von Karajan és Leonard Bernstein voltak.
Pályája során olyan nagy énekesekkel lépett fel, mint Elisabeth Schwarzkopf, Maria Callas, Anna Moffo, Franco Corelli, Ileana Cotrubas, Edita Gruberová, Fritz Wunderlich, Plácido Domingo, Dietrich Fischer-Dieskau és Luciano Pavarotti.
1957-től 1970-ig Walter Berry (1929–2000) énekes felesége volt, akitől egy fia született. 1972-ben hozzáment a francia színész-rendező Paul-Émile Deiber-hez (1925–2011).
Bécs közelében élt.

## Díjak, kitüntetések
- 1962: Osztrák kamaraénekes
- 1969: Mozart-kitüntetés, a bécsi Mozartegylettől[14]
- 1980: Aranygyűrű, a Bécsi Állami Operaháztól
- 1980: Ezüst Rózsa, a Bécsi Filharmonikusoktól
- 1980: Gustav Mahler-aranyérem
- 1980: Hugo Wolf-medál (Ausztria)
- 1981: a Bécsi állami Operaház tiszteletbeli tagja
- 1981: az Ordre des Arts et des Lettres lovagi fokozata
- 1988: Arany érdemérem Salzburg tartománytól
- 1989: az Ordre des Arts et des Lettres parancsnoki fokozata
- 1989: a francia Becsületrend lovagi fokozata
- 1994: az Osztrák Köztársaság becsületrendje nagy dekorációval
- 1995: Berlini Medve-díj (B. Z. Kultúra Díj)
- 2003: a francia becsületrend tisztje
- 2004: Nagy Szövetségi Kereszt Érdemrend, a Szövetségi Elnök hivatalától
- 2007: Nagy Ezüst becsületrend, az Osztrák Köztársaságnak tett szolgálatokért[15]
- 2008: MIDEM-életműdíj
- 2008: Saeculum-Glashütte Original zenei fesztiváldíj, a Drezdai fesztivál keretében
- 2008: tiszteletbeli doktori cím, a varsói Fryderyk Chopin zeneakadémiától
- 2010: a francia becsületrend parancsnoki fokozata
- 2010: Hugo Wolf-medál (Németország)
- 2012: Stájerország arany érdemrendje
- 2013: Rubintokkal ékesített érdemkitűző a Salzburgi fesztiváltól
- 2015: Richard Strauss-emlékplakett, a Richard-Strauss-fesztiválon, Garmisch
- Az "Európai Hang pedagógusszövetség (EVTA)" tiszteletbeli tagja
- 2016: Gramofon-életműdíj

## Diszkográfia

### Opera
- Bartók Béla: A kékszakállú herceg vára (Judit, vez. Kertész István, Decca, 1965)
- Ludwig van Beethoven: Fidelio (Leonore, vez. Otto Klemperer, EMI, 1962; vez. Herbert von Karajan, DG, 1962; vez. Arthur Rother, Arthaus, 1963, csak DVD; vez. Karl Böhm, OPD, 1969)
- Vincenzo Bellini: Norma (Adalgisa, vez. Tullio Serafin, EMI, 1960)
- Leonard Bernstein: Candide (Old Lady, vez. Leonard Bernstein, DG, 1989, DVD-n is)
- Georges Bizet: Carmen (Carmen, vez. Horst Stein, EMI 1961; vez. Lorin Maazel, Orfeo, 1966)
- Claude Debussy: Pelléas és Mélisande (Genevieve, vez. Claudio Abbado, DG, 1991)
- Gottfried von Einem: Az öreg hölgy látogatása (Claire Zachanassian, vez. Horst Stein, Amadeo, 1971)
- Umberto Giordano: Andrea Chénier (Madelon, vez. Riccardo Chailly, Decca)
- Christoph Willibald Gluck: Iphigénia Auliszban (Iphigénia, vez. Karl Böhm, Orfeo, 1962)
- Georg Friedrich Händel: Julius Caesar Egyiptomban (Cornelia, vez. Ferdinand Leitner, Orfeo, 1965)
- Engelbert Humperdinck: Jancsi és Juliska (Boszorkány, vez. Kurt Eichhorn, RCA, 1971; vez. Sir Colin Davis, Philips, 1991)
- Engelbert Humperdinck: Jancsi és Juliska (Gertrud, vez. Sir John Pritchard, CBS, 1977)
- Claudio Monteverdi: Poppea megkoronázása (vez. Julius Rudel, Legendary Recording, 1978)
- Wolfgang Amadeus Mozart: Così fan tutte (Dorabella, vdz. Karl Böhm, Decca, 1955, EMI és Gala, 1962)
- Wolfgang Amadeus Mozart: Don Giovanni (Donna Elvira, vez. Otto Klemperer, EMI, 1967)
- Wolfgang Amadeus Mozart: Figaro házassága (Cherubino, vez. Karl Böhm, Philips, 1956; Orfeo, 1957)
- Wolfgang Amadeus Mozart: A varázsfuvola (második hölgy, vez. Karl Böhm, Decca, 1955; vez. Otto Klemperer, EMI, 1964)
- Jacques Offenbach: Hoffmann meséi (Antonia anyjának hangja, vez. Ozava Szeidzsi, DG, 1986)
- Carl Orff: De temporum fine comoedia (hang, vez. Herbert von Karajan, DG, 1973)
- Hans Pfitzner: Palestrina (Silla, vez. Robert Heger, RCA, 1964)
- Ildebrando Pizzetti: Gyilkosság a székesegyházban (2. kórusvezetőnő, vez. Herbert von Karajan, DG, 1960)
- Giacomo Puccini: Pillangókisasszony (Szuzuki, vez. Herbert von Karajan, Decca, 1974)
- Giacomo Puccini: Angelica nővér (A hercegnő, vez. Richard Bonynge, Decca, 1979)
- Camille Saint-Saëns: Sámson és Delila (Delila, vez. Giuseppe Patanè, RCA, 1973)
- Ifj. Johann Strauss: A denevér (Orlofsky herceg, vez. Otto Ackermann, EMI, 1959)
- Richard Strauss: Capriccio (Clairon, vez. Wolfgang Sawallisch, EMI, 1957; vez. Georges Pretre, Orfeo, 1964)
- Richard Strauss: Elektra (Klütaimnesztra, vez. Ozava Szeidzsi, Philips, 1988)
- Richard Strauss: Az árnyék nélküli asszony (Kelmefestőné, vez. Herbert von Karajan, DG, 1964; vez. Karl Böhm, Opera, 1974)
- Richard Strauss: A rózsalovag (Octavian, vez. Herbert von Karajan, EMI, 1956)
- Richard Strauss: A rózsalovag (Tábornagyné, vez. Karl Böhm, DG, 1969; vez. Leonard Bernstein, CBS, 1971)
- Richard Strauss: Salome (Heródes apródja, vez. Kurt Schröder, Myto, 1952)
- Giuseppe Verdi: Az álarcosbál (Ulrica, vez Sir Solti György, Decca, 1983)
- Giuseppe Verdi: Falstaff (Mrs. Quickly, vez. Herbert von Karajan, DG, 1980, DVD-n is; vez. Lorin Maazel, Orfeo, 1983)
- Giuseppe Verdi: Macbeth (Lady Macbeth, vez. Karl Böhm, Foyer, 1970)
- Giuseppe Verdi: A trubadúr (Azucena, vez. Herbert von Karajan, Artists, 1977)
- Richard Wagner: Az istenek alkonya (Waltraute, vez. Sir Solti György, Decca, 1964; vez. Herbert von Karajan, DG, 1970; vez. James Levine, DG, 1989, DVD-n is)
- Richard Wagner: Lohengrin (Ortrud, vez. Rudolf Kempe, EMI, 1964; vez. Karl Böhm, Orfeo, 1965)
- Richard Wagner: A nürnbergi mesterdalnokok (Magdalena, vez. Eugen Jochum, DG, 1976)
- Richard Wagner: Parsifal (Kundry, vez. Herbert von Karajan, RCA, 1961; vez Sir Solti György, Decca, 1971)
- Richard Wagner: A Rajna kincse (Fricka, vez. James Levine, DG, 1988, DVD-n is)
- Richard Wagner: Rienzi (Adriano, vez. Josef Krips, Melodram, 1960)
- Richard Wagner: A walkür (Fricka, vez. Sir Solti György, Decca, 1965; vez. James Levine, DG, 1987, DVD-n is)
- Richard Wagner: Tannhäuser (Vénusz, vez. Herbert von Karajan, DG, 1963; vez. Sir Solti György, Decca, 1971)
- Richard Wagner: Trisztán és Izolda (Brangäne, vez. Karl Böhm, DG, 1966; vez, Herbert von Karajan, DG, 1972)
- Highlights 1955–1974. Auszüge aus Aufführungen der Salzburger Festspiele, mit Werken von R. Strauss, Mozart, Gluck, Beethoven. (Orfeo)
- Live Recordings 1955–1994. Auszüge aus Aufführungen der Wiener Staatsoper, mit Werken von Mozart, Beethoven, Rossini, Bizet, Wagner, Verdi, Tschaikowsky, Pfitzner, R. Strauss, Berg, Debussy, von Einem. (Orfeo)
- The Legendary 1964 Recordings (R.Strauss, Gluck, Rossini, Wagner, unter Heinrich Hollreiser; RCA)
- Meine Dirigenten. Auszüge aus Aufnahmen mit Karl Böhm, Herbert von Karajan, Leonard Bernstein (DG 2007)
- Ritkaságok: Szemelvények a Csipkerózsika, Lohengrin, Don Carlos, Aida című operákból; Élő felvételek a bécsi Staatsoper és a New York-i Metropolitan 1959–1970 évadjaiból (Gala, 2004)
- Az első felvételek – A legnagyobb vilàgsikerek: élő- és stúdiófelvételek 1950-től (Dokumentumok)

### Koncert, Oratórium
- Johann Sebastian Bach: János-Passió, BWV 245 (Karl Forster, EMI, 1962)
- Johann Sebastian Bach: Máté-passió, BWV 244 (Otto Klemperer, EMI, 1960; Karl Böhm, Androméda, 1962; Herbert von Karajan, DG 1972)
- Johann Sebastian Bach: h-moll mise BWV 232 Herbert von Karajan, DG, 1973)
- Johann Sebastian Bach: Karácsonyi oratórium, BWV 248 (Karl Richter, DG, 1965)
- Ludwig van Beethoven: Missa solemnis D-dúr op. 123 (Herbert von Karajan, EMI 1958; Karl Böhm, DG 1974)
- Ludwig van Beethoven: 9. szimfónia (Beethoven) op. 125 (Otto Klemperer, EMI 1957; Herbert von Karajan, Concerto 1968)
- Leonard Bernstein: Szimfónia 1 "Jeremiás" (Leonard Bernstein, DG, 1977)
- Johannes Brahms: Altrapszódia op. 53 (Otto Klemperer, EMI, 1962; Karl Böhm, DG 1976)
- Anton Bruckner: Nr. 3 f-moll mise (Karl Forster, EMI, 1962)
- Joseph Haydn: A Teremtés (Herbert von Karajan, DG, 1966)
- Gustav Mahler: Szimfónia, No. 2, c-moll Zubin Mehta, Decca, 1975; Leonard Bernstein, DG, 1987-ben is kapható DVD-n; a James Levine, Orfeo, 1989)
- Gustav Mahler: Szimfónia 3. d-moll (Vaclav Neumann, Supraphon, 1981; Leonard Bernstein, DG, 1987-ben kapható DVD-n is)
- Gustav Mahler: Dal a földről (Fritz Reiner, szigetcsoport 1958-ban; az Otto Klemperer, EMI, 1964; Carlos Kleiber, Bécsi Szimfonikus zenekar, 1967; Leonard Bernstein, CBS 1972-ben, DVD-n is; Herbert von Karajan, DG, 1973; Václav Neumann, Prága, 1983)
- Gustav Mahler: Dalok „A fiú csodakürtjé”-ből (Leonard Bernstein, CBS, 1968)
- Gustav Mahler: Vándorlegénydalok (Sir Adrian Boult, EMI, 1958; Karl Böhm, Orfeo, 1969)
- Gustav Mahler: Öt dal Friedrich Rückert után (Herbert von Karajan, DG, 1974;Riccardo Muti, Sony, 1992)
- Gustav Mahler: Gyermekgyászdalok (André vandernoot neve, EMI, 1958; Lorin Maazel, Gala, 1968; Karl Böhm, Orfeo, 1972; Herbert von Karajan, DG, 1974)
- Wolfgang Amadeus Mozart: c-moll mise KV 427 (Ferdinánd Grossmann, Preiser, 1956)
- Wolfgang Amadeus Mozart: Rekviem KV 626 (Carlo Maria Giulini, EMI, 1979)
- Giuseppe Verdi: Rekviem (Herbert von Karajan, EMI, 1958, Gala, 1970, DG, 1972; Hans Schmidt-Isserstedt, szigetcsoport, 1961; Carlo Maria Giulini, EMI, 1963)

### Dalok
- Válogatott dalok. Brahms, R. Strauss, Mahler, Wolf, Schubert (Gerald Moore, EMI, 1957)
- Válogatott dalok. Mahler, Schumann, Brahms (Gerald Moore, EMI, 1959)
- Válogatott dalok. Brahms, Mahler, R. Strauss, Pfitzner, Berg (Erik Werba, Orfeo, 1963/1968)
- Válogatott dalok: Schubert, Wolf, Mahler, R. Strauss, Bernstein (Charles Spencer, Arthaus, 1994, DVD-n is)
- Johannes Brahms: Dalok. Válogatás (Leonard Bernstein; Sony, 1972)
- Gustav Mahler: Dal. Válogatás (Leonard Bernstein, a CBS 1968)
- Franz Schubert: Dalok. Válogatás (Geoffrey Parsons, EMI, 1961)
- Franz Schubert: Dalok. Válogatás (Irwin Gage, DG, 1973/1974)
- Franz Schubert: Téli utazás (James Levine, DG 1986; Charles Spencer, Arthaus 1994, DVD-n is)
- Robert Schumann: A nő, a szerelem, az élet (Geoffrey Parsons, Praga, 1966)
- Robert Schumann: A dalkör Op. 39, Válogatás (Erik Werba, DG, 1968)
- Richard Wagner: Wesendonck-dalok (Otto Klemperer, EMI, 1962)
- Hugo Wolf: Dalok Mignonnak (Erik Werba; DG, 1968)
- Hugo Wolf: Olasz daloskönyv (Daniel ; DG, 1975)
- Les Introuvables de Christa Ludwig (EMI 1957-1969)
- Búcsú Salzburgtól. Schumann, Mahler, Brahms, Strauss (Charles Spencer, RCA, 1993)
- Tisztelgés Bécsnek. Beethoven, Schubert, Mahler, Wolf, Bernstein, R. Strauss, Brahms (Charles Spencer, RCA, 1994-ben kapható DVD-n is)

## Fordítás
- Ez a szócikk részben vagy egészben  a   Christa Ludwig című német Wikipédia-szócikk ezen változatának fordításán alapul.  Az eredeti cikk szerkesztőit annak laptörténete sorolja fel. Ez a jelzés csupán a megfogalmazás eredetét és a szerzői jogokat jelzi, nem szolgál a cikkben szereplő információk forrásmegjelöléseként.